# پائولا بوربونی
پائولا بوربونی (ایتالیایی: Paola Borboni؛ ‏ ۱ ژانویهٔ ۱۹۰۰ – ۹ آوریل ۱۹۹۵) بازیگر اهل ایتالیا بود.
از فیلم‌هایی که وی در آن نقش داشته است، می‌توان به پائولو بارکا، معلم مدرسه و برهنه‌گرای آخر هفته، سکس تا چه حد سرگرم‌کننده است؟، تعطیلات رمی، احساس مالکیت، مادام کاملیا، دبیرستان، دوشیزه‌ای برای شاهزاده، ترانه بهار، چه شریرند مردان!، چشم، چشم بد، جعفری و رازیانه، کاستا دیوا، بزرگ‌ترین شیادان عالم و قفسی برای دیوانگان ۲ اشاره کرد.